# Ляльки (фільм)
«Ляльки» (яп. ドールズ, англ. Dolls) — драма японського кінорежисера Такесі Кітано. Фільм номінувався на Золотого лева на 59-му Венеційському кінофестивалі (2002).

## Сюжет
Фільм складається з трьох історій:
- Історія юнака Мацумото та дівчини Савако, які вимушені розійтися, тому що батьки хлопця підшукали йому вигіднішу наречену. Через це напередодні весілля коханого Савако намагається накласти на себе руки. Їй це не вдається і вона потрапляє до психіатричної лікарні. Там її відвідує Мацумото. Побачивши жалюгідність її стану, він скасовує весілля і втікає з дівчиною. Разом вони починають безцільно подорожувати, поступово ототожнюючи себе з персонажами п'єси Тікамацу.

- Історія якудзи Хіро, який у юності зрікся свого кохання до простої дівчини Рьоко заради влади. Десятиліття потому, досягнувши бажаного, він згадує, що кохана дівчина обіцяла завжди чекати його. Він їде до парку в місті Сайтама, де він раніше зустрічався з Рьоко. Там він зустрічає постарілу кохану, але вона не впізнає його. Після однієї з таких зустрічей він гине від руки найманого вбивці.

- Історія кохання хлопця Нукуї до японської поп-співачки Харуне Ямагуті. Раніше Харуна Ямагуті була зіркою, яку оточували фанати, але після автомобільної катастрофи, що спотворила її обличчя, вона була змушена закінчити свою кар'єру. Нукуї позбавляє себе зору, щоб стати ближче до співачки та мати можливість зустрітися з нею. Після зустрічі його збиває машина.

## У ролях
- Міхо Канно — Савако
- Хідетосі Нісідзіма — Мацумото
- Тацуя Міхасі — Хіро
- Тіеко Мацубара — Рьоко
- Куоко Фукада — Харуна Ямагуті
- Цутому Такесіге — Нукуї

## Нагороди і номінації
Загалом стрічка отримала 2 нагороди та 6 номінацій, зокрема:
- 2002 — номінація на премію «Золотий лев» Венеційського кінофестивалю.
- 2003 — 4 номінації на премію Японської кіноакадемії: найкраща операторська робота, музика, робота художника, освітлення.

## Цікаві факти
- «Ляльки» — це останній фільм Такесі Кітано, для якого музику написав Дзьо Хісаїсі, з яким Кітано співпрацював багато років.

- Костюми для фільму створив відомий японський кутюр'є Ямамото Йодзі.